# Taras (mitologia)
Taras (Τάρας in greco) è una figura della mitologia greca, figlio di Poseidone e della ninfa Satyria. Sposò Satureia, figlia del re Minosse.

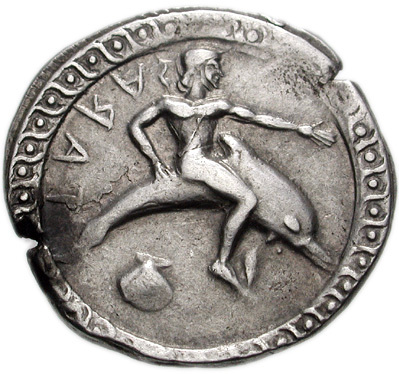
Statere d'argento di Taranto raffigurante Falanto, nella scritta il nome della città "Taras".

La sua figura è fortemente legata alla città di Taranto, in quanto, secondo la leggenda, Taras sarebbe il fondatore spirituale dell'antica colonia magnogreca. Circa 2000 anni prima di Cristo, Taras sarebbe giunto in questa regione con una flotta, approdando presso un corso d'acqua che poi da lui stesso avrebbe preso il nome: il fiume Tara. 
Mentre sulle rive italiche dello Ionio Taras compiva sacrifici per onorare suo padre Poseidone, gli sarebbe apparso improvvisamente un delfino, segno che avrebbe interpretato di buon auspicio e di incoraggiamento per fondare una città da dedicare a sua madre Satyria o a sua moglie Satureia e che chiamò quindi Saturo, località tuttora esistente. Un giorno Taras sarebbe scomparso nelle acque del fiume e dal padre sarebbe stato assunto fra gli eroi.
Secondo le fonti tramandate dallo storico Eusebio di Cesarea, nel 706 a.C. in quello stesso luogo approdarono i coloni Parteni provenienti da Sparta e guidati da Falanto, i quali, sottratto il territorio agli Iapigi, fondarono più tardi la città che chiamarono Taranto proprio in onore di Taras. Il soggetto negli stateri di Taranto è stato spesso identificato erroneamente con Taras per via della leggenda che invece si riferisce al nome greco della città. 
A cavalcare il delfino sarebbe invece Falanto che, sempre secondo la leggenda, durante il suo viaggio verso l'Italia, sarebbe stato salvato da un delfino dopo aver fatto naufragio.